# WTA Swiss Open
El torneig de Lausana, conegut oficialment com a Ladies Championship Lausanne, és una competició tennística professional femenina que es disputa sobre terra batuda al Tennis Club Stade Lausanne de Lausana, Suïssa. Pertany als International Tournaments del circuit WTA femení.
Actualment es disputa a Lausana però al llarg de la seva història s'ha celebrat en diverses localitats suïsses. Es va crear l'any 1899 amb el nom de WTA Swiss Open fins que es va cancel·lar el 1994, que en aquell moment es coneixia com a European Open. En la presentació del calendari de 2017 de la WTA es va anunciar que el torneig de Bad Gastein (Àustria) desapareixia per traslladar-se a Gstaad, però que aquest canvi ja es realitzava immediatament i en la mateixa temporada 2016, malgrat que ja havia estat aprovat a principi d'any la seva celebració a Bad Gastein. El torneig no tenia relació amb el disputat en la mateixa ciutat suïssa del circuit ATP masculí. En l'edició de 2019 es va traslladar a la seu actual de Lausana.

## Palmarès

### Individual femení
| Localització | Any               | Campiona                                          | Finalista                                         | Resultat                                          |
| Lausana      |                   |                                                   |                                                   |                                                   |
| ------------ | ----------------- | ------------------------------------------------- | ------------------------------------------------- | ------------------------------------------------- |
| Lausana      | WTA 250           |                                                   |                                                   |                                                   |
| Lausana      | 2023              | Elisabetta Cocciaretto                            | Clara Burel                                       | 7−5, 4−6, 6−4                                     |
| Lausana      | 2022              | Petra Martić                                      | Olga Danilović                                    | 6−4, 6−2                                          |
| Lausana      | 2021              | Tamara Zidanšek                                   | Clara Burel                                       | 4−6, 7−6(5), 6−1                                  |
| Lausana      | WTA International |                                                   |                                                   |                                                   |
| Lausana      | 2020              | Torneig suspès a causa de la pandèmia de COVID-19 | Torneig suspès a causa de la pandèmia de COVID-19 | Torneig suspès a causa de la pandèmia de COVID-19 |
| Lausana      | 2019              | Fiona Ferro                                       | Alizé Cornet                                      | 6−1, 2−6, 6−1                                     |
| Gstaad       | 2018              | Alizé Cornet                                      | Mandy Minella                                     | 6−4, 7−6(6)                                       |
| Gstaad       | 2017              | Kiki Bertens                                      | Anett Kontaveit                                   | 6−4, 3−6, 6−1                                     |
| Gstaad       | 2016              | Viktorija Golubic                                 | Kiki Bertens                                      | 4−6, 6−3, 6−4                                     |

### Dobles femenins
| Localització | Any               | Campiones                                         | Finalistes                                        | Resultat                                          |
| Lausana      |                   |                                                   |                                                   |                                                   |
| ------------ | ----------------- | ------------------------------------------------- | ------------------------------------------------- | ------------------------------------------------- |
| Lausana      | WTA 250           |                                                   |                                                   |                                                   |
| Lausana      | 2023              | Anna Bondár Diane Parry                           | Amina Anshba Anastasia Dețiuc                     | 6−2, 6−1                                          |
| Lausana      | 2022              | Olga Danilović Kristina Mladenovic                | Ulrikke Eikeri Tamara Zidanšek                    | Renúncia                                          |
| Lausana      | 2021              | Susan Bandecchi Simona Waltert                    | Ulrikke Eikeri Valentini Grammatikopoulou         | 6−3, 6−7(3), [10−5]                               |
| Lausana      | WTA International |                                                   |                                                   |                                                   |
| Lausana      | 2020              | Torneig suspès a causa de la pandèmia de COVID-19 | Torneig suspès a causa de la pandèmia de COVID-19 | Torneig suspès a causa de la pandèmia de COVID-19 |
| Lausana      | 2019              | Anastassia Potàpova Iana Sízikova                 | Monique Adamczak Han Xinyun                       | 6−2, 6−4                                          |
| Gstaad       | 2018              | Alexa Guarachi Desirae Krawczyk                   | Lara Arruabarrena Timea Bacsinszky                | 4−6, 6−4, [10−6]                                  |
| Gstaad       | 2017              | Kiki Bertens Johanna Larsson                      | Viktorija Golubic Nina Stojanovic                 | 7−6(4), 4−6, [10−7]                               |
| Gstaad       | 2016              | Lara Arruabarrena Xenia Knoll                     | Annika Beck Evgeniya Rodina                       | 6−1, 3−6, [10−8]                                  |